# Prawosławne Białoruskie Zjednoczenie Demokratyczne
Prawosławne Białoruskie Zjednoczenie Demokratyczne (Prawosławnaje Biełaruskaje Demokratycznaje Objednannie, PBDO) – białoruska prawosławna organizacja społeczno-religijna, utworzona w 1927. Jej głównym działaczem i przewodniczącym był Wiaczesław Bohdanowicz.
Zjednoczenie starało się o: wprowadzenie języka białoruskiego do kazań w cerkwi, nauczanie dzieci religii w języku białoruskim, większy udział świeckich w zarządzie cerkiewnym, utrzymanie zależności Cerkwi od rosyjskich władz kościelnych.
Zjednoczenie działało ww współpracy z Białoruskim Zjednoczeniem Chrześcijańsko-Demokratycznym (BChDZ). Organem Zjednoczenia było pismo "Prawosławnaja Biełaruś".
W 1930 Zjednoczenie połączyło się z BChDZ.

## Literatura
- Mirosława Papierzyńska-Turek, Między tradycją a rzeczywistością. Państwo wobec prawosławia 1918–1939, Państwowy Instytut Wydawniczy, Warszawa 1989, ISBN 83-01-08985-7